# Алена Апина
Алена Апина (Аљона Апина, рус. Алёна Апина), пуно име Елена Јевгењевна Апина (Елена Евгеньевна Апина), при рођењу Левочкина (Љовочкина, Лёвочкина; Саратов, 23. август 1964) руска је певачица, композитор, песник, радио водич, глумица, педагог; Заслужена уметница Руске Федерације (2002). Лауреат музичких награда „Овација”, „Златни грамофон” и „Песма године”. Бивша солистка групе „Комбинација” (1988—1991).

## Дискографија

### У групи „Комбинација”
- 1988 —
- 1989 —
- 1990 —
- 1991 —
- 1994 —

### Соло албуми
- 1992 —
- 1993 —
- 1994 —
- 1995 —
- 1995 —
- 1996 —
- 1997 —
- 1998 —
- 1999 —
- 2001 —
- 2003 —
- 2007 —
- 2010 —
- 2014 —
- 2018 —